# Sélange
Sélange (Luxemburgs: Séilen, Waals: Sélindje, Duits: Selingen) is een dorp in de Belgische provincie Luxemburg en een deelgemeente van Messancy.

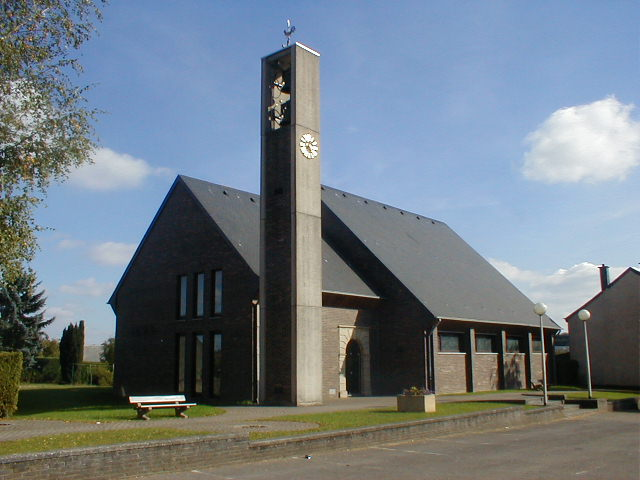
Église Sainte-Odile

## Geschiedenis
De gemeente Sélange werd in 1823 opgeheven. In 1876 werd Sélange weer afgesplitst van Messancy als zelfstandige gemeente.
Bij de gemeentelijke fusies van 1977 werd Sélange een deelgemeente van Messancy.

## Demografische ontwikkeling
- Bronnen:NIS, Opm:1831 tot en met 1970=volkstellingen

## Bezienswaardigheden
De Église Sainte-Odile
Deelgemeenten: Habergy · Hondelange · Messancy · Sélange · Wolkrange

Overige dorpen: Bébange · Buvange · Differt · Guelff · Longeau · Turpange

Belgische gemeenten · Arrondissement Aarlen · Luxemburg · Wallonië